# Храпуново (станция)
Храпуно́во — железнодорожная станция Горьковского направления Московской железной дороги в посёлке имени Воровского Богородского городского округа Московской области. Входит в Московско-Курский центр организации работы железнодорожных станций ДЦС-1 Московской дирекции управления движением. По основному характеру работы является промежуточной, по объёму работы отнесена к 4 классу.

## История

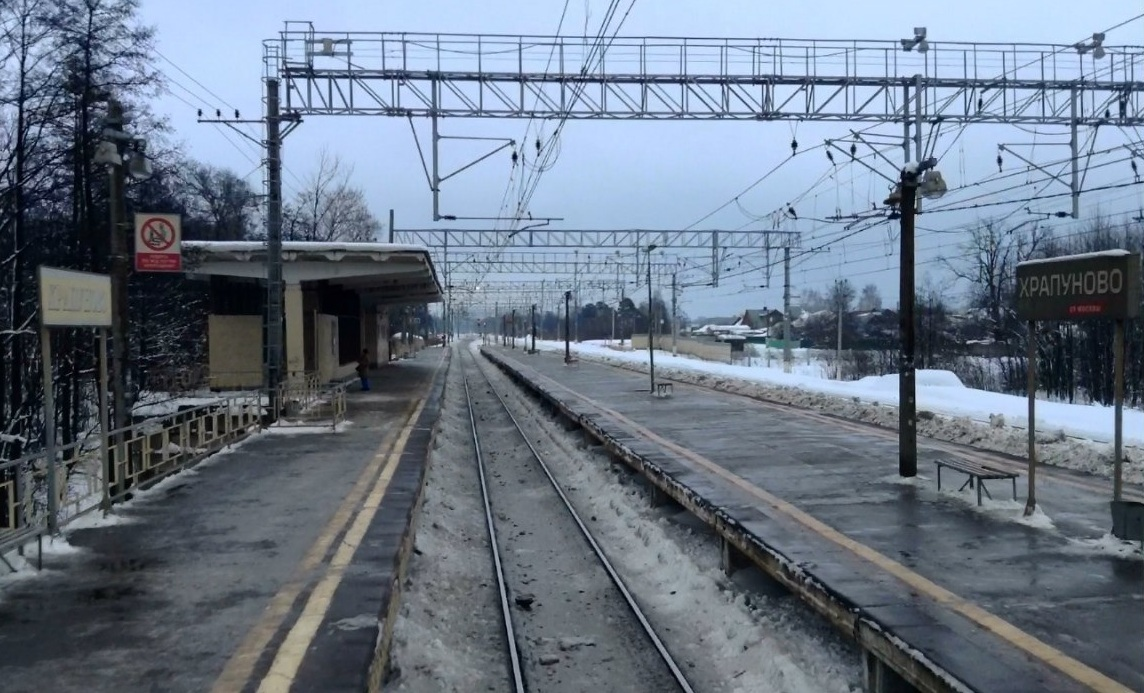
Станция 02.01.2014

Станция была построена в 1898 году, названа по фамилии Якова Храпунова-Нового, хозяина гжельской фарфоровой фабрики. Рядом находится деревня Демидово, первое упоминание о которой датировано 1852 годом в указателе селений жителей уездов Московской губернии: «Демидово — деревня 2-го стана, Каринской Анны Михайловны, коллежской асессорши. Крестьян: 10 душ мужского пола, 16 — женского; 4 двора; 42 версты от столицы и 21 верста от уездного города по Носовихинской дороге». Позже оказалась на территории посёлка имени Воровского.
На юго-востоке от станции находятся деревня Есино и садовые товарищества (Алешинские сады, Первомаец, Восток, и др.). Основной пассажиропоток на станции составляют жители центральной части посёлка им. Воровского и западной части деревни Есино. В 4-х километрах к северу от станции находится платформа Лесная Ярославского направления МЖД.

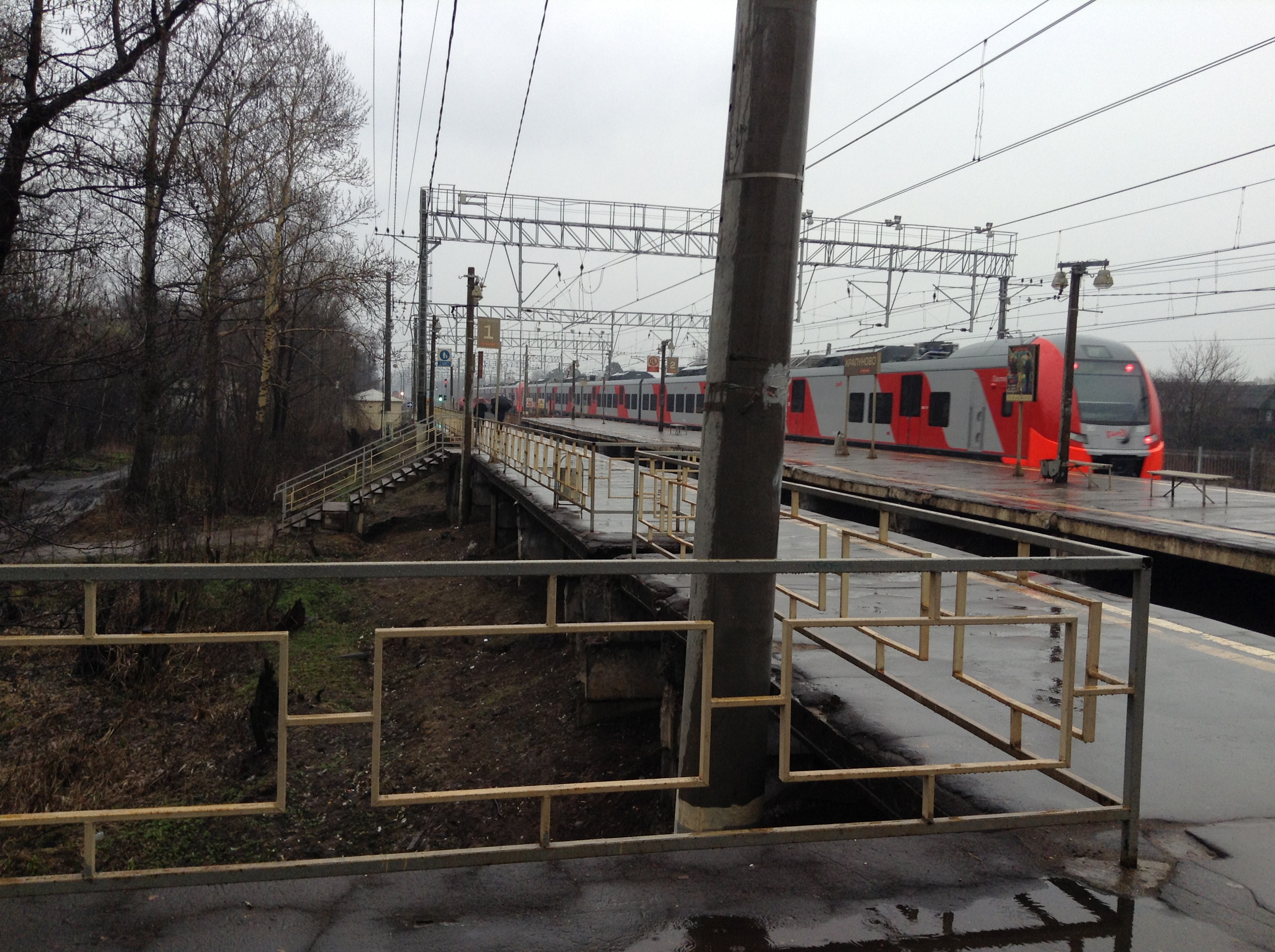
Электропоезд-экспресс Москва-Нижний Новгород проследует станцию без остановки

В 2010 году платформа была частично отремонтирована. Установлены новые поручни и настил через пути со светофором (с восточной стороны). На участке Храпуново — Есино частично установлен забор вдоль путей (в связи с прохождением по направлению скоростного поезда «Сапсан»). В 2012 году новый настил со светофором был установлен и с западной стороны станции.
На станции одна островная и одна боковая пассажирская платформа, соединённые только настилом через пути. На платформе на Москву расположен бетонный навес и касса. Кроме основных путей, на станции есть третий путь, который используется поездами дальнего следования и ремонтными составами для обгона/пропуска электричек (в случае если это невозможно сделать во Фрязево). Имеется и четвёртый, тупиковый путь для отстоя товарных поездов. Чуть восточнее станции с северной стороны есть дополнительный путь, иногда используемый для отстоя электропоездов Храпуново — Москва (назначаются во время ремонтных работ вместо основных электричек). Станция не оборудована турникетами.
Время движения от Курского вокзала — около 1 час 10 мин.

## Управление
Начальник станции Храпуново — Белышев Алексей Игоревич.